# Torsten Löwgren
Torsten Konrad Löwgren, född 21 maj 1903 i Gävle, död 8 maj 1991, var en svensk målare och grafiker. 
Han var son till skräddaren Nils Olof Konrad Löwgren och Maria Karolina Erika Sjödin och från 1945 gift med Sigrid Elisabeth Bergström. Löwgren studerade vid Edward Berggrens målarskola i Stockholm 1920–1921 och för Alfred Bergström vid Konsthögskolan 1921–1927. Under studietiden tilldelades han kanslermedaljen. Han genomförde ett flertal separatutställningar i Stockholm och tillsammans med Tor Engström ställde han ut i Sandviken 1951. Han medverkade i samlingsutställningar med Sveriges allmänna konstförening och med konstnärsgruppen Paletten. Hans konst består av porträtt, figursaker, stilleben, modellstudier och landskap med motiv från Gotland samt Stockholm och dess omgivningar utförda i olja, akvarell eller färgträsnitt. Löwgren är begravd på Skogskyrkogården i Stockholm.